# Macon Blair
Macon Blair (Alexandria, Virginia, 1974) es un actor, guionista, director y productor de cine estadounidense, reconocido por sus actuaciones en las películas Blue Ruin, Green Room y Hold the Dark, al igual que por su debut como director, I Don't Feel at Home in This World Anymore.

## Filmografía

### Cine
| Año  | Título                                     | Rol             | Notas               |
| ---- | ------------------------------------------ | --------------- | ------------------- |
| 2007 | Murder Party                               | Macon           |                     |
| 2011 | You Hurt My Feelings                       | Macon           |                     |
| 2012 | The Man from Orlando                       | Glenn           |                     |
| 2012 | Hellbenders                                | Macon           |                     |
| 2013 | Blue Ruin                                  | Dwight Evans    |                     |
| 2015 | Green Room                                 | Gabe            |                     |
| 2016 | Gold                                       | Connie Wright   |                     |
| 2017 | I Don't Feel at Home in This World Anymore | Tipo del bar    | Escritor y director |
| 2017 | Small Crimes                               | Scotty Caldwell | Escritor            |
| 2017 | The Florida Project                        | John            |                     |
| 2017 | Logan Lucky                                | Brad Noonan     |                     |
| 2018 | Hold the Dark                              | Shan            | Escritor            |
| 2018 | American Woman                             |                 |                     |
| 2020 | I Care a Lot                               | Sr. Feldstrom   |                     |
| 2023 | The Toxic Avenger                          | Dennis          | También director    |
| 2024 | Lousy Carter                               | Dick Anthony    |                     |